# إليزابيث هيوز
إليزابيث هيوز (بالإنجليزية: Elizabeth Phillips Hughes)‏ (و. 1851 – 1925 م) هي تربوية من ويلز، والمملكة المتحدة لبريطانيا العظمى وأيرلندا، توفيت عن عمر يناهز 74 عاماً.

## التعليم
تعلمت في كلية نيونهام.